# Record del mondo del nuoto
I record del mondo del nuoto maschili e femminili, in vasca lunga e in vasca corta, vengono ratificati dalla World Aquatics. Tutti i record sono stati ottenuti in finali, a meno che non sia stato specificato diversamente.
(Dati aggiornati al 30 luglio 2025)

## Vasca lunga (50m)

### Uomini
| Gara                     | Tempo    | +  | Atleta                                                                                        | Nazionalità   | Data             | Evento                | Luogo                  | Ref    |
| ------------------------ | -------- | -- | --------------------------------------------------------------------------------------------- | ------------- | ---------------- | --------------------- | ---------------------- | ------ |
| Stile libero             |          |    |                                                                                               |               |                  |                       |                        |        |
| 50 m                     | 20"91    | g  | César Cielo Filho                                                                             | Brasile       | 18 dicembre 2009 | Campionati brasiliani | San Paolo, Brasile     | [ 1 ]  |
| 100 m                    | 46"40    |    | Pan Zhanle                                                                                    | Cina          | 31 luglio 2024   | Giochi olimpici       | Parigi, Francia        | [ 2 ]  |
| 200 m                    | 1'42"00  | g  | Paul Biedermann                                                                               | Germania      | 28 luglio 2009   | Campionati mondiali   | Roma, Italia           | [ 3 ]  |
| 400 m                    | 3'39"96  |    | Lukas Märtens                                                                                 | Germania      | 12 aprile 2025   | Open di Svezia 2025   | Stoccolma, Svezia      |        |
| 800 m                    | 7'32"12  | g  | Zhang Lin                                                                                     | Cina          | 29 luglio 2009   | Campionati mondiali   | Roma, Italia           | [ 4 ]  |
| 1500 m                   | 14'30"67 |    | Robert Finke                                                                                  | Stati Uniti   | 4 agosto 2024    | Giochi olimpici       | Parigi, Francia        | [ 5 ]  |
| Dorso                    |          |    |                                                                                               |               |                  |                       |                        |        |
| 50 m                     | 23"55    | sf | Kliment Kolesnikov                                                                            | Russia        | 27 luglio 2023   | Coppa di Russia       | Kazan', Russia         | [ 6 ]  |
| 100 m                    | 51"60    |    | Thomas Ceccon                                                                                 | Italia        | 20 giugno 2022   | Campionati mondiali   | Budapest, Ungheria     | [ 7 ]  |
| 200 m                    | 1'51"92  | g  | Aaron Peirsol                                                                                 | Stati Uniti   | 31 luglio 2009   | Campionati mondiali   | Roma, Italia           | [ 8 ]  |
| Rana                     |          |    |                                                                                               |               |                  |                       |                        |        |
| 50 m                     | 25"95    | sf | Adam Peaty                                                                                    | Gran Bretagna | 25 luglio 2017   | Campionati mondiali   | Budapest, Ungheria     | [ 9 ]  |
| 100 m                    | 56"88    | sf | Adam Peaty                                                                                    | Gran Bretagna | 21 luglio 2019   | Campionati mondiali   | Gwangju, Corea del Sud | [ 10 ] |
| 200 m                    | 2'05"48  |    | Qin Haiyang                                                                                   | Cina          | 28 luglio 2023   | Campionati mondiali   | Fukuoka, Giappone      | [ 11 ] |
| Farfalla                 |          |    |                                                                                               |               |                  |                       |                        |        |
| 50 m                     | 22"27    |    | Andrij Govorov                                                                                | Ucraina       | 1º luglio 2018   | 55º Trofeo Settecolli | Roma, Italia           | [ 12 ] |
| 100 m                    | 49"45    |    | Caeleb Dressel                                                                                | Stati Uniti   | 31 luglio 2021   | Giochi olimpici       | Tokyo, Giappone        | [ 13 ] |
| 200 m                    | 1'50"34  |    | Kristóf Milák                                                                                 | Ungheria      | 21 giugno 2022   | Campionati mondiali   | Budapest, Ungheria     | [ 14 ] |
| Misti                    |          |    |                                                                                               |               |                  |                       |                        |        |
| 200 m                    | 1'52"69  | sf | Léon Marchand                                                                                 | Francia       | 30 luglio 2025   | Campionati mondiali   | Kallang, Singapore     |        |
| 400 m                    | 4'02"50  |    | Léon Marchand                                                                                 | Francia       | 23 luglio 2023   | Campionati mondiali   | Fukuoka, Giappone      | [ 15 ] |
| Staffette a stile libero |          |    |                                                                                               |               |                  |                       |                        |        |
| 4x100 m                  | 3'08"24  | g  | Michael Phelps (47"51) Garrett Weber-Gale (47"02) Cullen Jones (47"65) Jason Lezak (46"06)    | Stati Uniti   | 11 agosto 2008   | Giochi olimpici       | Pechino, Cina          | [ 16 ] |
| 4x200 m                  | 6'58"55  | g  | Michael Phelps (1'44"49) Ricky Berens (1'44"13) David Walters (1'45"47) Ryan Lochte (1'44"46) | Stati Uniti   | 31 luglio 2009   | Campionati mondiali   | Roma, Italia           | [ 17 ] |
| Staffetta mista          |          |    |                                                                                               |               |                  |                       |                        |        |
| 4x100 m                  | 3'26"78  |    | Ryan Murphy (52"31) Michael Andrew (58"49) Caeleb Dressel (49"03) Zachary Apple (46"95)       | Stati Uniti   | 1º agosto 2021   | Giochi olimpici       | Tokyo, Giappone        | [ 18 ] |

Legenda: Ref - Referto della gara;
# - Record in attesa di omologazione da parte della World Aquatics;
Record non ottenuti in finale: (b) - batteria; (sf) - semifinale; (s) - staffetta prima frazione.

g - in costume gommato 

### Donne
| Gara                     | Tempo    | +  | Atleta                                                                                                  | Nazionalità | Data            | Evento                       | Luogo                        | Ref           |
| ------------------------ | -------- | -- | --- | ----------- | --------------- | ---------------------------- | ---------------------------- | ------------- |
| Stile libero             |          |    | |             |                 |                              |                              |               |
| 50 m                     | 23"61    | sf | Sarah Sjöström                                                                                          | Svezia      | 29 luglio 2023  | Campionati mondiali          | Fukuoka, Giappone            | [ 19 ]        |
| 100 m                    | 51"71    | s  | Sarah Sjöström                                                                                          | Svezia      | 23 luglio 2017  | Campionati mondiali          | Budapest, Ungheria           | [ 20 ]        |
| 200 m                    | 1'52"23  |    | Ariarne Titmus                                                                                          | Australia   | 12 giugno 2024  | Trials australiani           | Brisbane, Australia          | [ 21 ]        |
| 400 m                    | 3'54"18  |    | Summer McIntosh                                                                                         | Canada      | 7 giugno 2025   | Trials canadesi              | Victoria, Canada             | [ 22 ] [ 23 ] |
| 800 m                    | 8'04"12  |    | Katie Ledecky                                                                                           | Stati Uniti | 3 maggio 2025   | TYR Pro Swim Series          | Fort Lauderdale, Stati Uniti | [ 24 ]        |
| 1500 m                   | 15'20"48 |    | Katie Ledecky                                                                                           | Stati Uniti | 16 maggio 2018  | TYR Pro Swim Series          | Indianapolis, Stati Uniti    | [ 25 ]        |
| Dorso                    |          |    | |             |                 |                              |                              |               |
| 50 m                     | 26"86    |    | Kaylee McKeown                                                                                          | Australia   | 20 ottobre 2023 | Coppa del mondo              | Budapest, Ungheria           | [ 26 ]        |
| 100 m                    | 57"13    |    | Regan Smith                                                                                             | Stati Uniti | 18 giugno 2024  | Trials olimpici statunitensi | Indianapolis, Stati Uniti    | [ 27 ]        |
| 200 m                    | 2'03"14  |    | Kaylee McKeown                                                                                          | Australia   | 10 marzo 2023   | NSW State Championships      | Sydney, Australia            | [ 28 ]        |
| Rana                     |          |    | |             |                 |                              |                              |               |
| 50 m                     | 29"16    |    | Rūta Meilutytė                                                                                          | Lituania    | 30 luglio 2023  | Campionati mondiali          | Fukuoka, Giappone            |               |
| 100 m                    | 1'04"13  |    | Lilly King                                                                                              | Stati Uniti | 25 luglio 2017  | Campionati mondiali          | Budapest, Ungheria           | [ 29 ]        |
| 200 m                    | 2'17"55  |    | Evgeniia Chikunova                                                                                      | Russia      | 21 aprile 2023  | Campionati russi             | Kazan', Russia               | [ 30 ]        |
| Farfalla                 |          |    | |             |                 |                              |                              |               |
| 50 m                     | 24"43    |    | Sarah Sjöström                                                                                          | Svezia      | 5 luglio 2014   | Campionati svedesi           | Borås, Svezia                | [ 31 ]        |
| 100 m                    | 54"60    |    | Gretchen Walsh                                                                                          | Stati Uniti | 3 maggio 2025   | Pro Swim Series              | Fort Lauderdale, Stati Uniti |               |
| 200 m                    | 2'01"81  | g  | Liu Zige                                                                                                | Cina        | 21 ottobre 2009 | Giochi nazionali cinesi      | Jinan, Cina                  | [ 33 ]        |
| Misti                    |          |    | |             |                 |                              |                              |               |
| 200 m                    | 2'05"70  |    | Summer McIntosh                                                                                         | Canada      | 9 giugno 2025   | Trials canadesi              | Victoria, Canada             |               |
| 400 m                    | 4'23"65  |    | Summer McIntosh                                                                                         | Canada      | 11 giugno 2025  | Trials canadesi              | Victoria, Canada             |               |
| Staffette a stile libero |          |    | |             |                 |                              |                              |               |
| 4x100 m                  | 3'27"96  |    | Mollie O'Callaghan (52"08) Shayna Jack (51"69) Meg Harris (52"29) Emma McKeon (51"90)                   | Australia   | 23 luglio 2023  | Campionati mondiali          | Fukuoka, Giappone            | [ 36 ]        |
| 4x200 m                  | 7'37"50  |    | Mollie O'Callaghan (1'53"66) Shayna Jack (1'55"63) Brianna Throssell (1'55"80) Ariarne Titmus (1'52"41) | Australia   | 27 luglio 2023  | Campionati mondiali          | Fukuoka, Giappone            | [ 37 ]        |
| Staffetta mista          |          |    | |             |                 |                              |                              |               |
| 4x100 m                  | 3'49"34  |    | Regan Smith (57"57) Kate Douglass (1'04"27) Gretchen Walsh (54"98) Torri Huske (52"52)                  | Stati Uniti | 3 agosto 2025   | Campionati mondiali          | Singapore, Singapore         |               |

Legenda: Ref - Referto della gara;
# - Record in attesa di omologazione da parte della World Aquatics;
Record non ottenuti in finale: (b) - batteria; (sf) - semifinale; (s) - staffetta prima frazione.

g - in costume gommato 

### Mista
| Gara                     | Tempo   | + | Atleta                                                                             | Nazionalità | Data          | Evento              | Luogo                | Ref |
| ------------------------ | ------- | - | ---------------------------------------------------------------------------------- | ----------- | ------------- | ------------------- | -------------------- | --- |
| Staffetta a stile libero |         |   |                                                                                    |             |               |                     |                      |     |
| 4x100 m                  | 3'18"48 |   | Jack Alexy(46"91) Patrick Sammon (46"70) Kate Douglass (52"43) Torri Huske (52"44) | Stati Uniti | 2 agosto 2025 | Campionati mondiali | Singapore, Singapore |     |
| Staffetta mista          |         |   |                                                                                    |             |               |                     |                      |     |
| 4x100 m                  | 3'37"43 |   | Ryan Murphy (52"08) Nic Fink (58"29) Gretchen Walsh (55"18) Torri Huske (51"88)    | Stati Uniti | 3 agosto 2024 | Giochi olimpici     | Parigi, Francia      |     |

Legenda: Ref - Referto della gara;
# - Record in attesa di omologazione da parte della FINA;
Record non ottenuti in finale: (b) - batteria; (sf) - semifinale; (s) - staffetta prima frazione.

## Vasca corta (25m)

### Uomini
| Gara                     | Tempo    | +  | Atleta                                                                                          | Nazionalità        | Data             | Evento                        | Luogo                          | Ref    |
| ------------------------ | -------- | -- | ----------------------------------------------------------------------------------------------- | ------------------ | ---------------- | ----------------------------- | ------------------------------ | ------ |
| Stile libero             |          |    |                                                                                                 |                    |                  |                               |                                |        |
| 50 m                     | 19"90    | sf | Jordan Crooks                                                                                   | Isole Cayman       | 14 dicembre 2024 | Campionati mondiali           | Budapest, Ungheria             | [ 40 ] |
| 100 m                    | 44"84    |    | Kyle Chalmers                                                                                   | Australia          | 29 ottobre 2021  | Coppa del Mondo               | Kazan', Russia                 |        |
| 200 m                    | 1'38"61  |    | Luke Hobson                                                                                     | Stati Uniti        | 15 dicembre 2024 | Campionati mondiali           | Budapest, Ungheria             |        |
| 400 m                    | 3'32"25  |    | Yannick Agnel                                                                                   | Francia            | 15 novembre 2012 | Campionati francesi           | Angers, Francia                | [ 42 ] |
| 800 m                    | 7'20"46  |    | Daniel Wiffen                                                                                   | Irlanda            | 10 dicembre 2023 | Campionati europei            | Otopeni, Romania               | [ 43 ] |
| 1500 m                   | 14'06"88 |    | Florian Wellbrock                                                                               | Germania           | 21 dicembre 2021 | Campionati mondiali           | Abu Dhabi, Emirati Arabi Uniti | [ 44 ] |
| Dorso                    |          |    |                                                                                                 |                    |                  |                               |                                |        |
| 50 m                     | 22’’11   |    | Kliment Kolesnikov                                                                              | Russia             | 23 novembre 2022 | Campionati russi              | Kazan', Russia                 | [ 45 ] |
| 100 m                    | 48"33    |    | Coleman Stewart                                                                                 | Stati Uniti        | 29 agosto 2021   | International Swimming League | Napoli, Italia                 | [ 46 ] |
| 200 m                    | 1'45"63  |    | Mitch Larkin                                                                                    | Australia          | 27 novembre 2015 | Campionati australiani        | Sydney, Australia              | [ 47 ] |
| Rana                     |          |    |                                                                                                 |                    |                  |                               |                                |        |
| 50 m                     | 24"95    |    | Emre Sakçı                                                                                      | Turchia            | 26 dicembre 2021 | Campionati turchi             | Gaziantep, Turchia             |        |
| 100 m                    | 55"28    |    | Il'ja Šymanovič                                                                                 | Bielorussia        | 26 novembre 2021 | International Swimming League | Eindhoven, Paesi Bassi         |        |
| 200 m                    | 2'00"16  |    | Kirill Prigoda                                                                                  | Russia             | 13 dicembre 2018 | Campionati mondiali           | Hangzhou, Cina                 | [ 48 ] |
| Farfalla                 |          |    |                                                                                                 |                    |                  |                               |                                |        |
| 50 m                     | 21"32    |    | Noè Ponti                                                                                       | Svizzera           | 11 dicembre 2024 | Campionati mondiali           | Budapest, Ungheria             | [ 49 ] |
| 100 m                    | 47"71    |    | Noè Ponti                                                                                       | Svizzera           | 14 dicembre 2024 | Campionati mondiali           | Budapest, Ungheria             | [ 50 ] |
| 200 m                    | 1'46"85  |    | Tomoru Honda                                                                                    | Giappone           | 22 ottobre 2022  | Campionati giapponesi         | Tokyo, Giappone                |        |
| Misti                    |          |    |                                                                                                 |                    |                  |                               |                                |        |
| 100 m                    | 49"28    |    | Caeleb Dressel                                                                                  | Stati Uniti        | 22 novembre 2020 | International Swimming League | Budapest, Ungheria             |        |
| 200 m                    | 1'48"88  |    | Leon Marchand                                                                                   | Francia            | 1º novembre 2024 | Coppa del Mondo               | Singapore                      | [ 51 ] |
| 400 m                    | 3'54"81  |    | Daiya Seto                                                                                      | Giappone           | 20 dicembre 2019 | International Swimming League | Las Vegas, Stati Uniti         | [ 52 ] |
| Staffette a stile libero |          |    |                                                                                                 |                    |                  |                               |                                |        |
| 4x50 m                   | 1'21"80  |    | Caeleb Dressel (20"43) Ryan Held (20"25) Jack Conger (20"59) Michael Chadwick (20"53)           | Stati Uniti        | 14 dicembre 2018 | Campionati mondiali           | Hangzhou, Cina                 | [ 53 ] |
| 4×100 m                  | 3'01"66  |    | Jack Alexy (45"05) Luke Hobson (45"18) Kieran Smith (46"01) Chris Guiliano (45"42)              | Stati Uniti        | 10 dicembre 2024 | Campionati mondiali           | Budapest, Ungheria             |        |
| 4×200 m                  | 6'40"51  |    | Luke Hobson (1'38"91) Carson Foster (1'40"77) Shaine Casas (1'40"34) Kieran Smith (1'40"49)     | Stati Uniti        | 13 dicembre 2024 | Campionati mondiali           | Budapest, Ungheria             |        |
| Staffette miste          |          |    |                                                                                                 |                    |                  |                               |                                |        |
| 4×50 m                   | 1'29"72  |    | Lorenzo Mora (22"65) Nicolò Martinenghi (24"95) Matteo Rivolta (21"60) Leonardo Deplano (20"52) | Italia             | 17 dicembre 2022 | Campionati mondiali           | Melbourne, Australia           |        |
| 4x100 m                  | 3'18"68  |    | Miron Lifincev (49"31) Kirill Prigoda (55"15) Andrei Minakov (48"80) Egor Kornev (45"42)        | Neutral Athletes B | 15 dicembre 2024 | Campionati mondiali           | Budapest, Ungheria             |        |

Legenda: Ref - Referto della gara;
# - Record in attesa di omologazione da parte della FINA;
Record non ottenuti in finale: (b) - batteria; (sf) - semifinale; (s) - staffetta prima frazione.

### Donne
| Gara                     | Tempo    | +  | Atleta                                                                                             | Nazionalità | Data                           | Evento                              | Luogo                          | Ref           |
| ------------------------ | -------- | -- | -------------------------------------------------------------------------------------------------- | ----------- | ------------------------------ | ----------------------------------- | ------------------------------ | ------------- |
| Stile libero             |          |    | |             |                                |                                     |                                |               |
| 50 m                     | 22"83    |    | Gretchen Walsh                                                                                     | Stati Uniti | 15 dicembre 2024               | Campionati mondiali                 | Budapest, Ungheria             |               |
| 100 m                    | 50"25    |    | Cate Campbell                                                                                      | Australia   | 26 ottobre 2017                | Campionati australiani              | Adelaide, Australia            | [ 58 ]        |
| 200 m                    | 1'50"31  |    | Siobhán Haughey                                                                                    | Hong Kong   | 17 dicembre 2021               | Campionati mondiali                 | Abu Dhabi, Emirati Arabi Uniti | .             |
| 400 m                    | 3'50"25  |    | Summer McIntosh                                                                                    | Canada      | 10 dicembre 2024               | Campionati mondiali                 | Budapest, Ungheria             |               |
| 800 m                    | 7'57"42  |    | Katie Ledecky                                                                                      | Stati Uniti | 5 novembre 2022                | Coppa del Mondo                     | Indianapolis, Stati Uniti      | [ 60 ]        |
| 1500 m                   | 15'08"24 |    | Katie Ledecky                                                                                      | Stati Uniti | 29 ottobre 2022                | Coppa del Mondo                     | Toronto, Canada                | [ 61 ]        |
| Dorso                    |          |    | |             |                                |                                     |                                |               |
| 50 m                     | 25"23    |    | Regan Smith                                                                                        | Stati Uniti | 13 dicembre 2024               | Campionati mondiali                 | Budapest, Ungheria             | [ 62 ]        |
| 100 m                    | 54"02    | s  | Regan Smith                                                                                        | Stati Uniti | 15 dicembre 2024               | Campionati mondiali                 | Budapest, Ungheria             |               |
| 200 m                    | 1'58"04  |    | Regan Smith                                                                                        | Stati Uniti | 15 dicembre 2024               | Campionati mondiali                 | Budapest, Ungheria             |               |
| Rana                     |          |    | |             |                                |                                     |                                |               |
| 50 m                     | 28"37    | sf | Rūta Meilutytė                                                                                     | Lituania    | 17 dicembre 2022               | Campionati mondiali                 | Melbourne, Australia           | [ 65 ]        |
| 100 m                    | 1'02"36  | =  | Rūta Meilutytė                                                                                     | Lituania    | 12 ottobre 2013                | Coppa del Mondo                     | Mosca, Russia                  | [ 66 ]        |
| 100 m                    | 1'02"36  | =  | Alia Atkinson                                                                                      | Giamaica    | 6 dicembre 2014 26 agosto 2016 | Campionati mondiali Coppa del Mondo | Doha, Qatar Chartres, Francia  | [ 67 ] [ 68 ] |
| 200 m                    | 2'12"50  |    | Kate Douglass                                                                                      | Stati Uniti | 13 dicembre 2024               | Campionati mondiali                 | Budapest, Ungheria             | [ 69 ]        |
| Farfalla                 |          |    | |             |                                |                                     |                                |               |
| 50 m                     | 23"94    | sf | Gretchen Walsh                                                                                     | Stati Uniti | 10 dicembre 2024               | Campionati mondiali                 | Budapest, Ungheria             |               |
| 100 m                    | 52"71    |    | Gretchen Walsh                                                                                     | Stati Uniti | 14 dicembre 2024               | Campionati mondiali                 | Budapest, Ungheria             |               |
| 200 m                    | 1'59"32  |    | Summer McIntosh                                                                                    | Canada      | 12 dicembre 2024               | Campionati mondiali                 | Budapest, Ungheria             |               |
| Misti                    |          |    | |             |                                |                                     |                                |               |
| 100 m                    | 55"11    |    | Gretchen Walsh                                                                                     | Stati Uniti | 13 dicembre 2024               | Campionati mondiali                 | Budapest, Ungheria             |               |
| 200 m                    | 2'01"63  |    | Kate Douglass                                                                                      | Stati Uniti | 10 dicembre 2024               | Campionati mondiali                 | Budapest, Ungheria             |               |
| 400 m                    | 4'15"48  |    | Summer McIntosh                                                                                    | Canada      | 14 dicembre 2024               | Campionati mondiali                 | Budapest, Ungheria             |               |
| Staffette a stile libero |          |    | |             |                                |                                     |                                |               |
| 4x50 m                   | 1'32"50  |    | Ranomi Kromowidjojo (23"05) Maaike de Waard (23"16) Kim Busch (23"47) Femke Heemskerk (22"82)      | Paesi Bassi | 12 dicembre 2020               | Wouda Cup                           | Eindhoven, Paesi Bassi         |               |
| 4x100 m                  | 3'25"01  |    | Kate Douglass (50"95) Katharine Berkoff (51"38) Alex Shackell (52"01) Gretchen Walsh (50"67)       | Stati Uniti | 10 dicembre 2024               | Campionati mondiali                 | Budapest, Ungheria             |               |
| 4x200 m                  | 7'30"13  |    | Alexandra Walsh (1'53"25) Paige Madden (1'53"18) Katie Grimes (1'53"39) Claire Weinstein (1'50"31) | Stati Uniti | 12 dicembre 2024               | Campionati mondiali                 | Budapest, Ungheria             |               |
| Staffette miste          |          |    | |             |                                |                                     |                                |               |
| 4x50 m                   | 1'42"35  |    | Mollie O'Callaghan (25"49) Chelsea Hodges (29"11) Emma McKeon (24"43) Madison Wilson (23"32)       | Australia   | 17 dicembre 2022               | Campionati mondiali                 | Melbourne, Australia           | [ 74 ]        |
| 4x100 m                  | 3'40"41  |    | Regan Smith (54"02) Lilly King (1'03"02) Gretchen Walsh (52"84) Kate Douglass (50"53)              | Stati Uniti | 15 dicembre 2024               | Campionati mondiali                 | Budapest, Ungheria             |               |

Legenda: Ref - Referto della gara;
# - Record in attesa di omologazione da parte della FINA;
Record non ottenuti in finale: (b) - batteria; (sf) - semifinale; (s) - staffetta prima frazione.

### Mista
| Gara                     | Tempo   | + | Atleta                                                                                             | Nazionalità                 | Data             | Evento              | Luogo                | Ref    |
| ------------------------ | ------- | - | -------------------------------------------------------------------------------------------------- | --------------------------- | ---------------- | ------------------- | -------------------- | ------ |
| Staffetta a stile libero |         |   | |                             |                  |                     |                      |        |
| 4x50 m                   | 1'27"33 |   | Maxime Grousset (20"92) Florent Manaudou (20"26) Béryl Gastaldello (23"00) Mélanie Henique (23"15) | Francia                     | 16 dicembre 2022 | Campionati mondiali | Melbourne, Australia | [ 75 ] |
| Staffetta mista          |         |   | |                             |                  |                     |                      |        |
| 4x50 m                   | 1'35"15 |   | Ryan Murphy (nuotatore) (22"37) Nic Fink (24"96) Kate Douglass (24"09) Torri Huske (23"73)         | Stati Uniti                 | 14 dicembre 2022 | Campionati mondiali | Melbourne, Australia | [ 76 ] |
| 4x100 m                  | 3'30"47 |   | Miron Lifincev (48"90) Kirill Prigoda (54"86) Arina Surkova (55"63) Daria Klepikova (51"08)        | Atleti Neutrali Autorizzati | 14 dicembre 2024 | Campionati mondiali | Budapest, Ungheria   |        |

Legenda: Ref - Referto della gara;
# - Record in attesa di omologazione da parte della FINA;
Record non ottenuti in finale: (b) - batteria; (sf) - semifinale; (s) - staffetta prima frazione.